# Calyptomerus caucasicus
Calyptomerus caucasicus is een keversoort uit de familie oprolkogeltjes (Clambidae). De wetenschappelijke naam van de soort werd in 1876 gepubliceerd door Edmund Reitter.